# Albert Schmidt (Maler, 1883)
Albert Schmidt (* 1. September 1883 in Genf; † 15. Dezember 1970 in Chêne-Bougeries) war ein Schweizer Maler und Graphiker.

## Leben und Werk

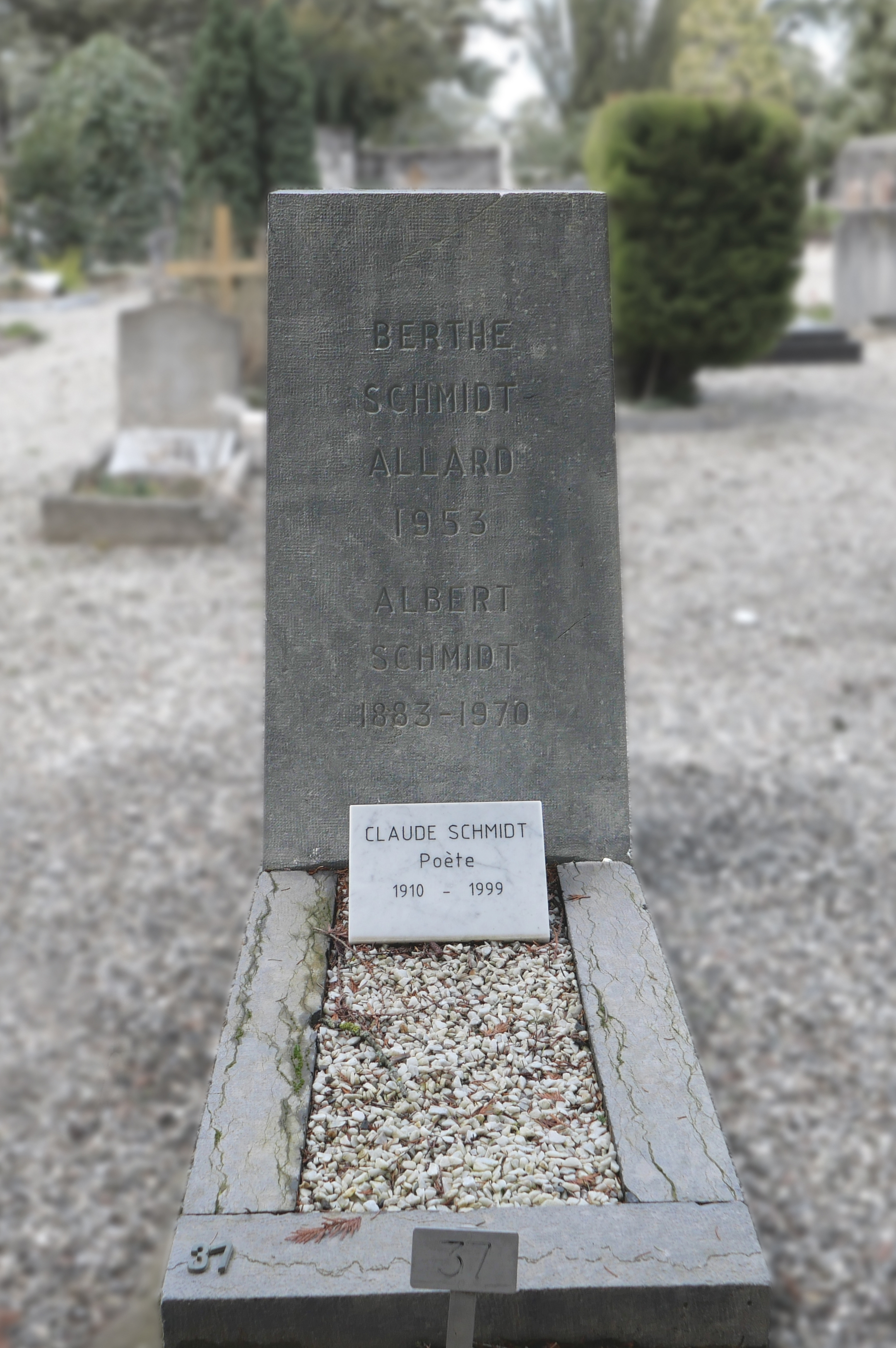
Grab, Friedhof von Chêne-Bougeries

Albert Schmidt wurde als Sohn von David Schmidt geboren, einem aus dem Elsass nach Genf emigrierten Industriellen, der als wichtigster Sammler des Schweizer Malers Ferdinand Hodler galt. Unter dem Einfluss Hodlers und aus Begeisterung für dessen Werk entschied sich Albert Schmidt für eine künstlerische Ausbildung an der Kunstgewerbeschule Genf (École des Arts Industriels Genève) und an der École des Beaux-Arts Genf (die heute Teil der Haute École d’art et de design / HEAD ist).
Zwischen 1904 und dem Ende der 1930er-Jahre nahm Schmidt regelmässig an lokalen, nationalen und internationalen Ausstellungen teil, unter anderem Gemeinschaftsausstellungen mit Cuno Amiet, Rodolphe-Théophile Bosshard, Alexandre Perrier, Alberto Sartoris und Édouard Vallet. 1909 wurde eines von Schmidts Ölgemälden in der «X. Internationalen Kunstausstellung» im Münchener Glaspalast gezeigt. 1910 stellte er gemeinsam mit Cuno Amiet in Budapest aus.
Schmidt gilt als einer der talentiertesten Schüler und Nachfolger Hodlers, der gleichwohl zu zeigen versuchte, dass es «ein Leben nach seinem Meister» gibt. Der Kunstkritiker John Pisteur schrieb: «Von all den Hodlerianern war er vielleicht der einzige, dem es nicht um eine Nachahmung ging, sondern auch um eine Fortsetzung.»
Albert Schmidt suchte zeitlebens nach einer persönlichen Art und Weise, Aufrichtigkeit in der künstlerischen Praxis auszudrücken. Sein Werk (Genrebilder, Akte, Landschaftsmalerei und Porträts) liefert einen Beitrag zur Moderne in der Schweiz.
Sein zurückhaltendes Wesen und seine Einbindung in den Familienbetrieb führten dazu, dass er sich der Malerei nur noch in seiner Freizeit widmete und sich zunehmend von der Kunstszene entfernte. Schmidt führte das Familienunternehmen bis ins Jahr 1961. Er heiratete 1906 Berthe Schmidt-Allard, die ebenfalls als Künstlerin tätig war. Das Paar hatte zwei Söhne, Claude (1910–1999) und David (* 1912).
Das Künstlerehepaar fand seine letzte Ruhestätte auf dem Friedhof von Chêne-Bougeries.

## Ausstellungen (Auswahl)
- 1909: Gemeinschaftsausstellung im Musée Rath, u. a. mit Alexandre Mairet, William Muller und Alexandre Blanchet
- 1909: X. Internationale Kunstausstellung in München
- 2007: Retrospektive im Espace Nouveau Vallon, Chêne-Bougeries
- 2013: «130 ans après la naissance d’Albert Schmidt», Musée de Payerne[6]